# Modrá zóna

Diagram vlastností modrých zón

Modrá zóna je označení pro oblasti vyznačující se dlouhověkostí místních obyvatel, které zavedl Dan Buettner svým článkem v National Geographic Magazine v roce 2005. Navázal na výzkumy stoletých lidí v oblasti Barbagia, které provedli Gianni Pes a Michel Poulain a výsledky publikovali v časopise Journal of Experimental Gerontology.
Modré zóny leží ve vyspělých a politicky stabilních zemích s kvalitní zdravotní péčí, v jejich rámci však patří k chudým a odlehlým regionům, kde se zachoval tradiční způsob života. Ke společným vlastnostem těchto komunit patří převaha rostlinné stravy (především luštěniny a ořechy), častá fyzická aktivita, nekuřáctví, vysoká religiozita a funkční rodinné i společenské vazby.
Modrých zón je na světě pět:
- Loma Linda, komunita adventistů v americkém státě Kalifornie
- Poloostrov Nicoya, Kostarika
- Sardinie, Itálie[3]
- Ikaria, Řecko
- Okinawa, Japonsko

## V kultuře
V roce 2023 uvedl Netflix čtyřdílnou dokumentární sérii Jak se dožít stovky: Tajemství modrých zón, ve které Dan Buettner představuje jednotlivé modré zóny. 